# Оркестр пекинской оперы

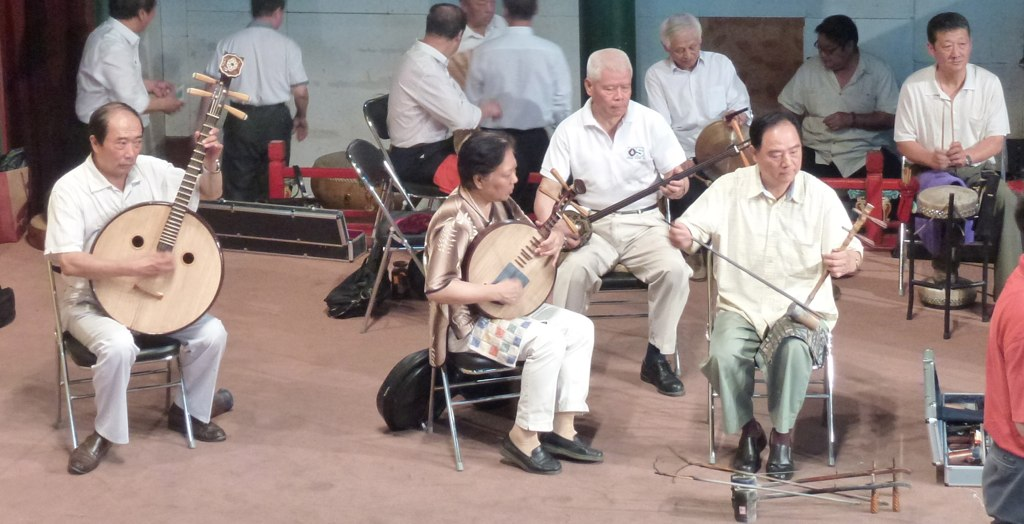
Музыканты оркестра пекинской оперы готовятся к выступлению

Оркестр пекинской оперы, Вэньучан (кит. трад. 文武場, упр. 文武场, пиньинь Wénwǔ Cháng), сопровождает выступление артистов в пекинской опере. Аккомпанирует пению струнная и духовая часть оркестра; сцены битв, пантомиму и акробатику сопровождают ударные инструменты.

## Состав
Оркестр пекинской оперы состоит из двух групп музыкантов: вэньчан (от кит. 文场 — гражданская сцена) и учан (от кит. 武场 — военная сцена). Вэньчан формируют струнные и духовые музыкальные инструменты, он играет во время исполнения вокальных партий. Учан формируют ударные музыкальные инструменты, он играет во время исполнения сцен пантомимы, битв и акробатики.

### Вэньчан

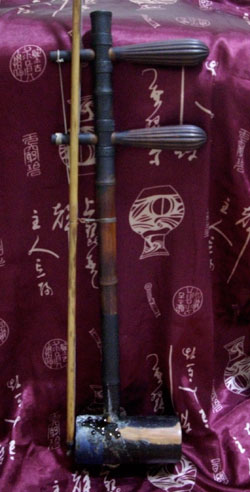
Цзинху

Тремя главными музыкальными инструментами пекинской оперы называют цзинху, цзинэрху и юэцинь. Также используется понятие четырёх главных музыкальных инструментов, когда к уже названным добавляется маленький саньсянь (кит. 小三弦). При этом цзинэрху был впервые добавлен в оркестр в 1920-е годы, благодаря актёрским экспериментам Мэй Ланьфана, и используется только как аккомпанемент для ролей амплуа дань и молодой шэн. Также в число струнных инструментов оркестра могут входить пипа и жуань.
Помимо струнных, вэньчан формируют и духовые инструменты: сона, шэн, сяо, дицзы.
Руководит вэньчаном скрипач — циньши.

### Учан
Учан возглавляет барабанщик сыгу, он же дирижирует и всем оркестром, задавая темп и подавая сигналы к переходу от одной части произведения к другой. Сыгу одновременно играет на барабане даньпигу и трещотках бань. Помимо инструментов сыгу, в учан входят маленький гонг сяоло (кит. 小锣), большой гонг дало (кит. 大锣) и пара цимбал наобо. Также среди ударных инструментов оркестра могут быть барабаны тангу и датангу (большой тангу), различных размеров цимбалы бо, другие виды гонгов, колокольчики пэнлин (кит. 碰铃) и деревянная коробочка банцзы (кит. 梆子).

## История
Пекинская опера происходит из сельской местности и начиналась как ярмарочные выступления, что отражается и по сей день в сильной роли ударных музыкальных инструментов в оркестре. Изначально оркестр сидел перед расположенным над сценой занавесом шоуцзю, однако в середине XX века он переместился вбок сцены и зачастую оказывается скрыт от публики.
В годы культурной революции в оркестр временно включались западные музыкальные инструменты, в том числе струнные, гобой, труба, валторна, литавры.
В 1980-е и 1990-е годы также временно в оркестр могли включаться литавры, контрабас и электрическое фортепиано.